# Melanoplus sylvestris
Melanoplus sylvestris är en insektsart som beskrevs av Morse 1904. Melanoplus sylvestris ingår i släktet Melanoplus och familjen gräshoppor. Inga underarter finns listade i Catalogue of Life.